# Équipe du Botswana féminine de volley-ball
L'équipe du Botswana féminine de volley-ball est composée des meilleures joueuses botswanaises sélectionnées par la Fédération botswanaise de volley-ball (Botswana Volleyball Federation, BVF). Elle est actuellement classée au 83e rang de la Fédération internationale de volley-ball au 11 juillet 2022.

## Sélection actuelle
Sélection pour les qualifications aux championnats du monde 2010.
Entraîneur :  Carlos Orta ; entraîneur-adjoint :  Isaac Samuel

## Palmarès et parcours

### Parcours

#### Championnat d'Afrique de volley-ball féminin
| - 1976 : ? - 1985 : Non qualifié - 1987 : ? - 1991 : Non qualifié - 1993 : 10e - 1995 : Non qualifié - 1997 : Non qualifié - 1999 : Non qualifié - 2001 : Non qualifié - 2003 : Non qualifié | - 2005 : 7e - 2007 : 7e - 2009 : 5e - 2011 : 7e - 2013 : Non qualifié |